# 8425 Zirankexuejijin
8425 Zirankexuejijin (1997 CJ29) là một tiểu hành tinh vành đai chính được phát hiện ngày 14 tháng 2 năm 1997 bới Chương trình tiểu hành tinh Bắc Kinh Schmidt CCD ở Xinglong.